# Мезон-Бланш (станция метро)
Мезон-Бланш (фр. Maison Blanche) — узловая станция линии 7 Парижского метрополитена, расположенная в XIII округе Парижа. Названа по одноимённому кварталу.

## История

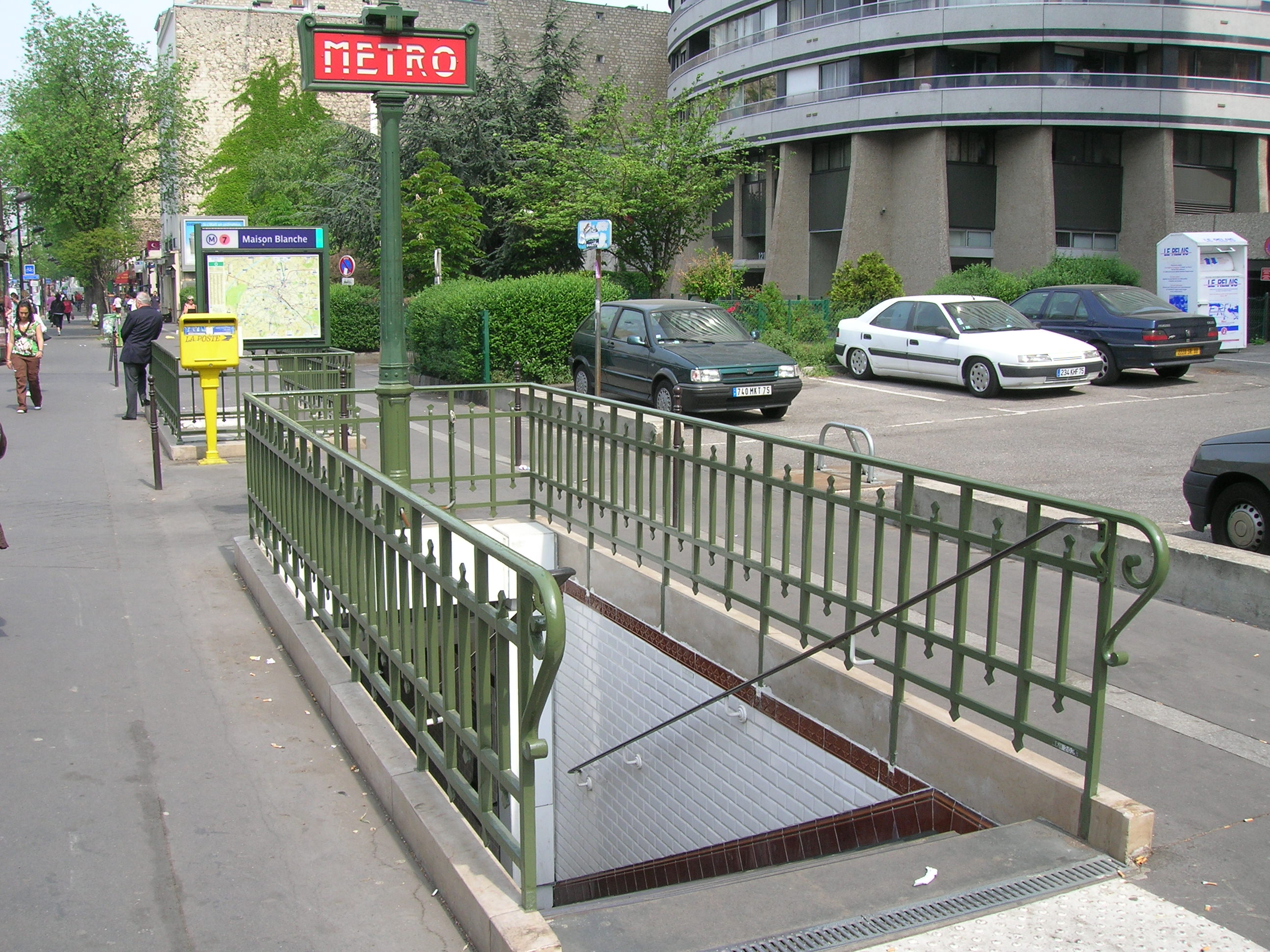
Один из лестничных сходов на авеню д'Итали

- Станция открылась 7 марта 1930 года при продлении линии 10 до станции «Порт-де-Шуази».
- 26 апреля 1931 года вместе с участком Пляс-Монж — Порт-де-Шуази станция перешла в состав линии 7
- 10 декабря 1982 года открылся перегон Мезон Бланш — Ле-Кремлен — Бисетр, от станции началось вилочное движение.
- Пассажиропоток по станции по входу в 2011 году, по данным RATP, составил 2 155 971 человек[2]. В 2013 году этот показатель снизился до 2 122 847 пассажиров (241 место по уровню пассажиропотока в Парижском метро)[3].

## Перспективы
- К 2024 году планируется продлить линию 14 от станции «Олимпиад» в аэропорт Орли, в связи с чем на станции "Мезон Бланш" планируется создание нового пересадочного узла.[4]. При этом в некоторых источниках для зала линии 14 упоминается проектное название "Мезон-Бланш - Париж XIII"[5]. Также запланировано появление велостоянки Véligo[6].

## В литературе
Станция упоминается в романе Гюнтера Грасса "Жестяной барабан" в сюжетной линии одного из персонажей, Оскара Матераца.

## Путевое развитие
К югу от станции располагается вилка, от которой на восток поворачивает ветвь к станции "Мэри д'Иври", а на юг — к Вильжюиф — Луи Арагон.